# Roman Konoplev
Roman Konoplev (en ruso: Рома́н Евге́ньевич Коноплёв) (nació el 4 de septiembre de 1973) es un personaje político y público ruso y transnistrio estratega, publicista y escritor, que reside actualmente en Portugal.

## Biografía
Roman Konoplev nació el 4 de septiembre de 1973 en óblast de Briansk, República Socialista Federativa Soviética de Rusia, en el seno de una familia de ingenieros soviéticos. En 1978, Roman y sus padres se trasladaron a la ciudad de Dnestrovsc, República Socialista Soviética de Moldavia. En octubre de 1992 se trasladó a Rusia.
En 1996 se licenció en Derecho constitucional por el Instituto Internacional de Economía y Derecho de Moscú . En 2003 obtuvo el título de Ingeniero en Informática por la Universidad Técnica Estatal de Briansk.
El periodismo social y político conservador ruso justo antes de la desintegración de la URSS desempeñó un papel importante en la formación de la visión política de Konoplev. Las consecuencias políticas del conflicto militar en Moldavia, así como las violaciones de los derechos humanos en las repúblicas de la antigua Unión Soviética, fueron una especie de argumentos para que Konoplev se convirtiera en miembro de la oposición a Borís Yeltsin.
El 9 de mayo de 1993 Roman Konoplev se convirtió en miembro del movimiento de oposición de Rusia. El 24 de septiembre  de 1993  Roman se unió a los defensores de la Casa de los Consejos  que formaban el pelotón de comandantes de la Milicia del Consejo Supremo de Rusia. Abandonó la Casa de los Consejos junto con otros defensores el día del ataque, el 4 de octubre de 1993 a las 17.00 horas.
Konoplev fue uno de los dirigentes del Partido Nacional Bolchevique (1997-2003).  En diciembre de 2000 participó en las elecciones locales de Briansk. Konoplev fue coordinador de la Marcha rusa  de 2006 en Tiráspol. Konoplev fue activista y autor de documentos ideológicos del Partido político Avance!(2006-2012) en Transnistria.
Su carrera como publicista comenzó a los 16 años (su primera publicación fue en el periódico "Enérgico"). Desde 1998, Konoplev colabora con los portales analíticos rusos de Internet del Instituto de Estrategia Nacional "APN", "Revista rusa", etc.
Roman Konoplev fue columnista político del semanario "Correo del Dniéster" (2002-2008) en Transnistria (también conocida como Pridnestrovia). Fue redactor y columnista de la agencia de noticias "Lenta PMR" (2004-2008). Redactor del periódico "¡Avance ruso!" (2007-2008).
En 2006, Roman Konoplev viajó por Escandinavia. Su libro de bocetos "Cuadernos noruegos", publicado por primera vez en Rusia, fue reimpreso posteriormente por varios medios de comunicación extranjeros. Roman Konoplev es autor de las novelas "Evangelio del extremismo", "Dromomanía" y "Derrota".
Roman Konoplev fue propietario y editor de la agencia de noticias "DNIESTER" (2009-2017), estratega y asesor político.
También adquirió la ciudadanía portuguesa por naturalización. Desde 2021 es arreglista y productor de la banda de rock alternativo  Bering Hotel.